# خانه تسخیرشده

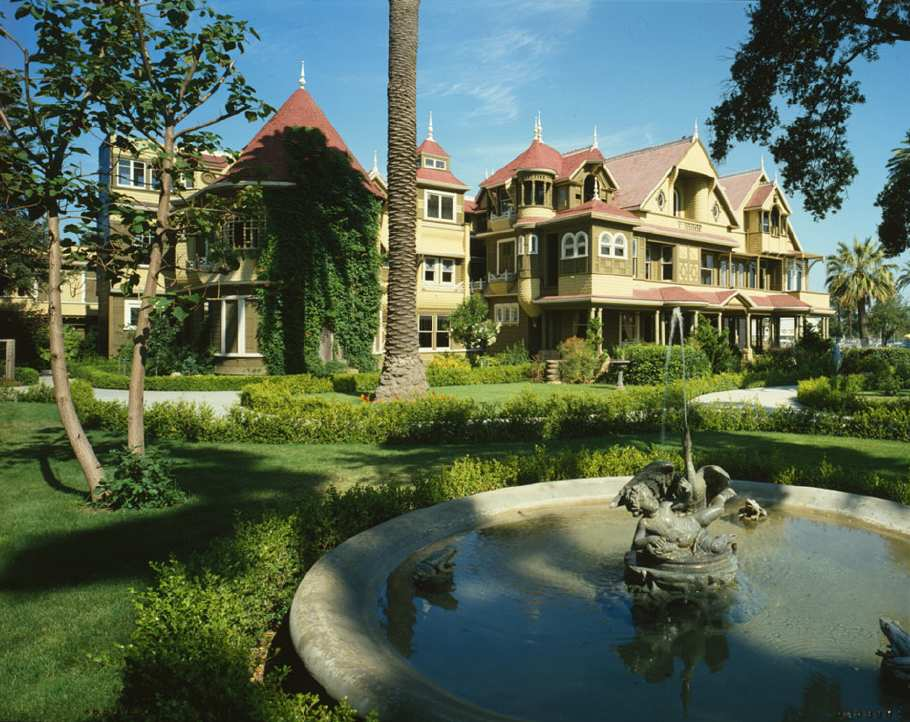
عمارت وینچستر به عنوان یک خانه تسخیر شده شناخته می‌شود.

خانه تسخیر شده یا خانه روح زده به خانه‌ای اطلاق می‌شود که تصور می‌شود در آن یک یا چند شبح که احتمالاً ساکنان سابق آن خانه بوده‌اند، سکونت دارند. فراروان‌شناسی وجود روح را به عنوان معلولی از اتفاقی خشونت‌بار در خانه می‌دانند مثلاً خودکشی، مردن ناگهانی، یا قتل. دلایل علمی برای وجود خانه تسخیر شده شامل سوء برداشت از نویزهایی است که در ساختار خانه وجود دارد یا وجود موارد سمی که باعث توهم می‌شود.
در نظرسنجی سال ۲۰۰۵ گالوپ ۳۷٪ آمریکایی‌ها، ۲۸٪ کانادایی‌ها، و ۴۰٪ اهالی بریتانیا به واقعی بودن خانه‌های تسخیر شده اعتقاد دارند.

## فیلم عمارت تسخیر شده هیل
«عمارت تسخیر شده هیل» از دسته فیلم هایی می باشد که با الهام گرفتن از خانه تسخیر شده به کارگردانی مایک فلناگان ساخته شده است. همانطور که نام فیلم می توان حدس زد، با یک خانواده نگون‌بخت مواجه هستیم که در عمارتی تسخیر شده، مورد اذیت و آزار ارواح قرار می‌گیرند. البته داستان در نگاه اول تکراری به نظر می‌رسد ولی با تماشای هر اپیزود این سریال که در مجموع به عدد 10 می‌رسد، داستان خواهران و برادرانی را نظاره‌گر هستیم که در دوران کودکی با بدترین ترس‌هایشان روبه‌رو می‌شوند. در بیشتر اپیزودهای فیلم هر یک از شخصیت‌ها را به طور جداگانه مشاهده می‌کنیم و با دیدگاه منحصر به فردشان نسبت به قضایا و همچنین تاثیری که اتفاقات کودکی روی دوران بزرگسالی آن‌ها گذاشته، آشنا می‌شویم. در این فیلم مایک فلناگان سعی می‌کند روایت فیلم را در بازه‌های زمانی مختلفی بیان کند به همین دلیل شاهد فلش‌بک‌ و فلش‌فورواردهای متعددی در طول فیلم هستیم که در چند اپیزود اول بیننده را به کلی گیج می کند.